# Dalo (département)
Pour les articles homonymes, voir Dalo.

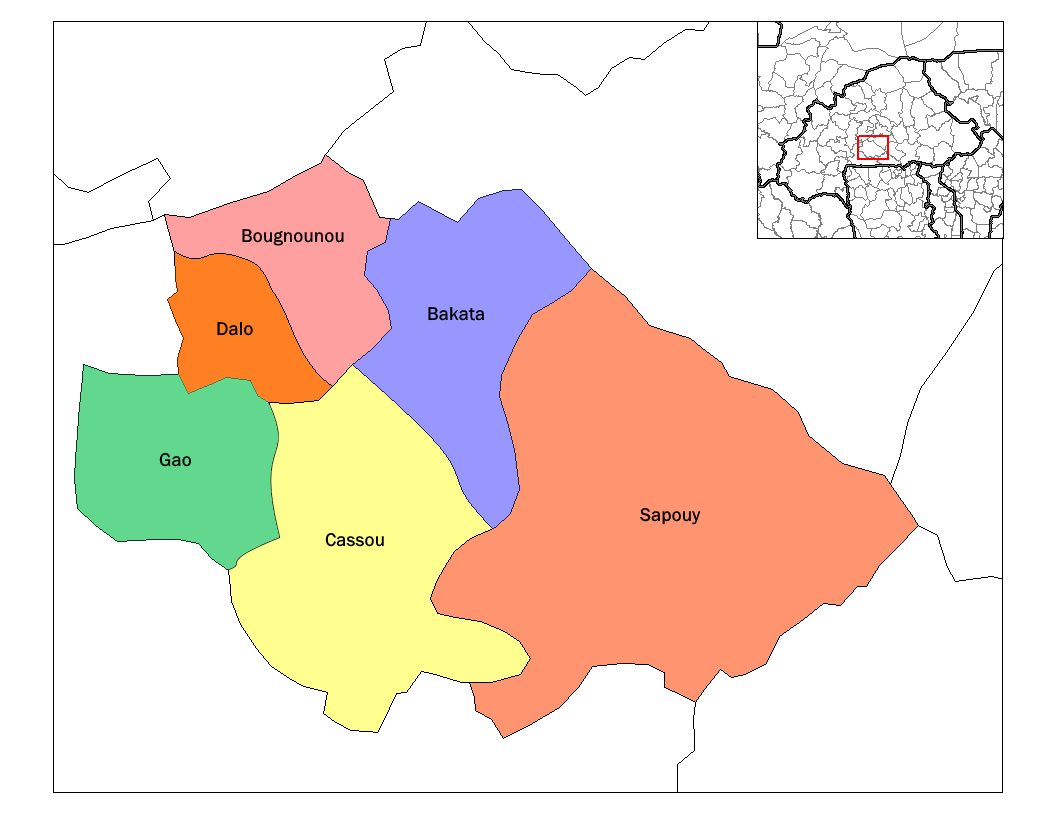
Localisation de la province de Ziro

Dalo est un département du Burkina Faso située dans la province de Ziro et dans la région Centre-Ouest.
En 2006, le dernier recensement comptabilise 10 980 habitants

## Villes
Le département se compose d'un chef-lieu:
- Dalo

et de 5 villages:
| - Bazilakoa - Dianthou - Guénien - Niou - Tiaré |